# Этреши (Шер)
Этреши́ (фр. Étréchy) — коммуна во Франции, находится в регионе Центр. Департамент — Шер. Входит в состав кантона Сансерг. Округ коммуны — Бурж.
Код INSEE коммуны — 18090.
Коммуна расположена приблизительно в 195 км к югу от Парижа, в 105 км юго-восточнее Орлеана, в 27 км к востоку от Буржа.

## Население
Население коммуны на 2008 год составляло 425 человек.
| 1962 | 1968 | 1975 | 1982 | 1990 | 1999 | 2008 |
| ---- | ---- | ---- | ---- | ---- | ---- | ---- |
| 595  | 596  | 487  | 448  | 453  | 419  | 425  |

## Экономика

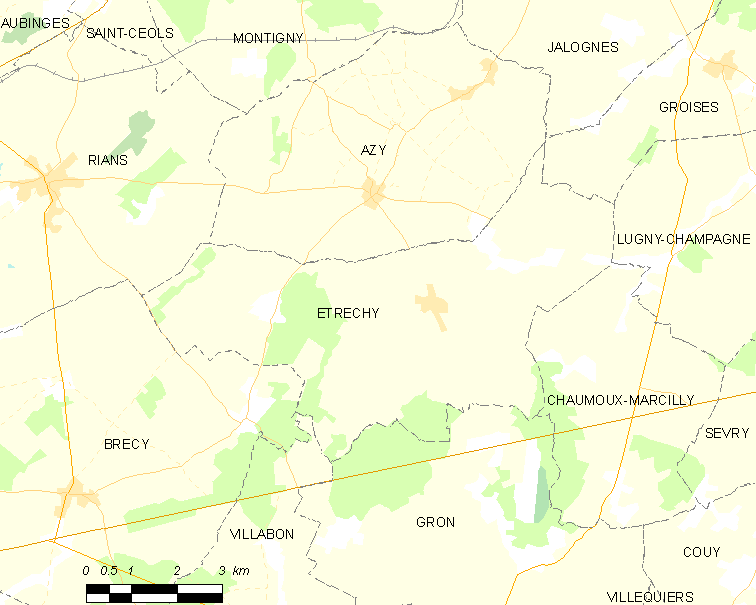
Карта коммуны

В 2007 году среди 240 человек в трудоспособном возрасте (15-64 лет) 182 были экономически активными, 58 — неактивными (показатель активности — 75,8 %, в 1999 году было 64,6 %). Из 182 активных работали 172 человека (99 мужчин и 73 женщины), безработных было 10 (2 мужчин и 8 женщин). Среди 58 неактивных 17 человек были учениками или студентами, 20 — пенсионерами, 21 были неактивными по другим причинам.

## Достопримечательности
- Церковь Сен-Жермен, известна с 1139 года, была перестроена в XIII веке